# Jules Édouard Roiné
Jules Édouard Roiné né à Nantes le 24 octobre 1857 et mort à Joinville-le-Pont le 11 avril 1916 est un sculpteur et médailleur franco-américain.

## Biographie

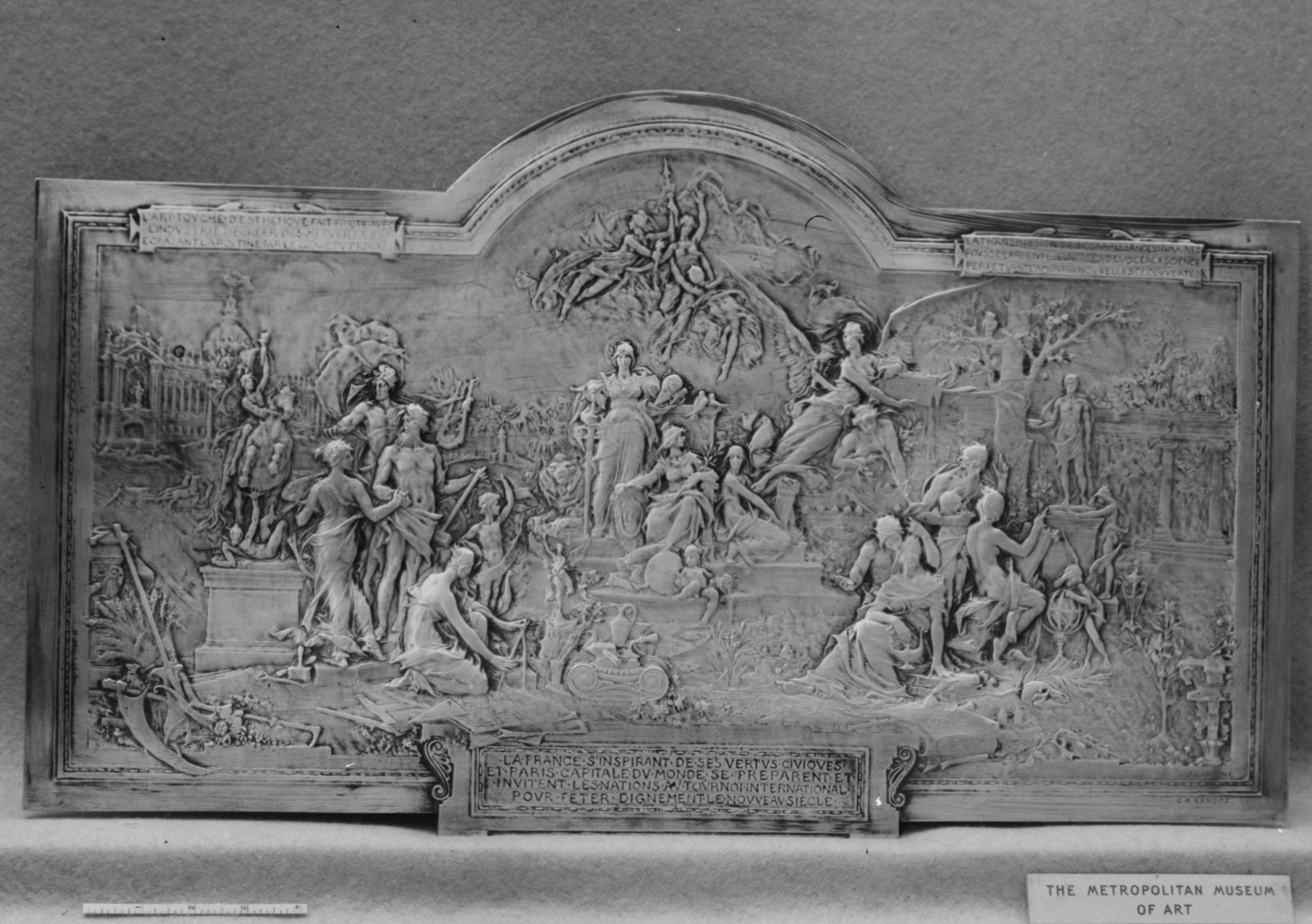
L'Aurore du XXe siècle (1900), New York, Metropolitan Museum of Art.

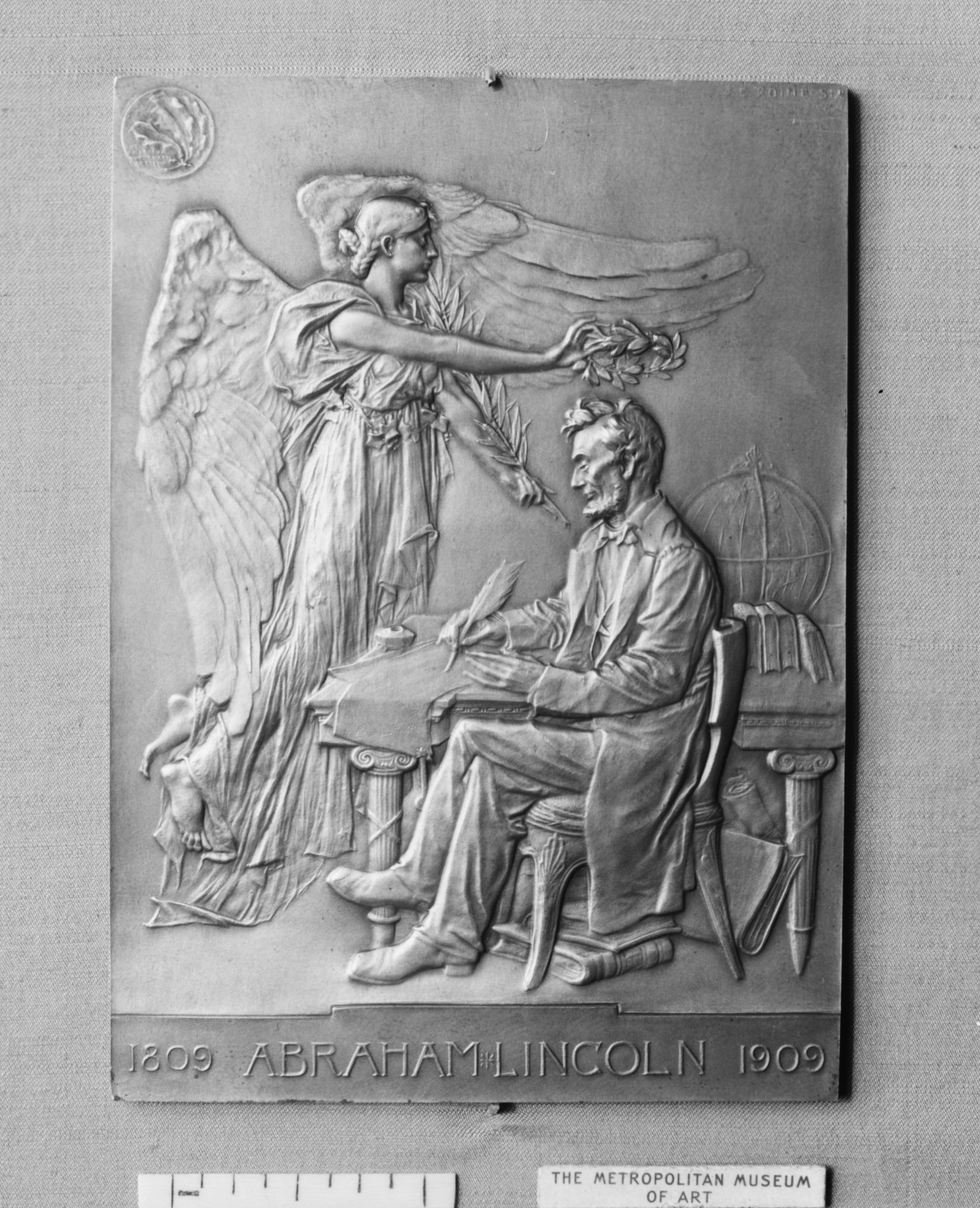
The Lincoln Centenary (1900), New York, Metropolitan Museum of Art.

Après une formation en dessin auprès de Alexandre-Jacques Chantron, Jules Édouard Roiné travaille dans les ateliers des sculpteurs Léopold Morice et de son frère Charles Morice. En 1881, il part pour New York et se rapproche de deux Français expatriés, les frères Henri et Félix Weil, formant un atelier de sculpture. Il se lance dans la fabrication de médailles et plaques commémoratives, utilisant un procédé de galvanoplastie. Il revient en France vers 1894 et présente des œuvres sculptées au Salon des artistes français en 1895, résidant à cette époque au 19, rue Vauquelin, avant de s'installer à Alfortville. Ses travaux sont régulièrement exposés au Salon jusqu'en 1908, devenant membre de la Société des artistes français et recevant des prix, dont la médaille d'or en 1900.
Il retourne à New York et, avec les Weil, il cofonde la Medallic Art Company en 1903, puis la Roiné, Weil and Company en 1908 et le Circle of Friends of the Medallion (en) l'année suivante avec deux associés américains. Il expose 28 pièces à l'American Numismatic Society en 1910.
À partir de 1905, il exécute la statue principale du Bronx Borough Courthouse, la Justice.
En 1913, il présente des œuvres à l'Armory Show.
Atteint de la maladie de Bright (insuffisance rénale), Édouard Roiné doit cesser l’essentiel de sa production artistique et rentre en France définitivement, probablement en 1913. Il s’installe à Joinville-le-Pont. Sa fille Alice avait épousé Paul Rousseau, alors avocat à la Cour d'appel qui deviendra procureur de la République à Valenciennes. Il est le fils du docteur Henri Rousseau et de son épouse, l’écrivaine Louise Rousseau. Le médecin dirige l’institution du Parangon, installée dans un vaste parc, rue de Paris à Joinville, qui est devenue une école pratique coloniale. Jules Roiné participe à la distribution des prix aux élèves de l’école en été 1913 et 1914.
Il eut pour élève Maurice Delannoy.

## Œuvre

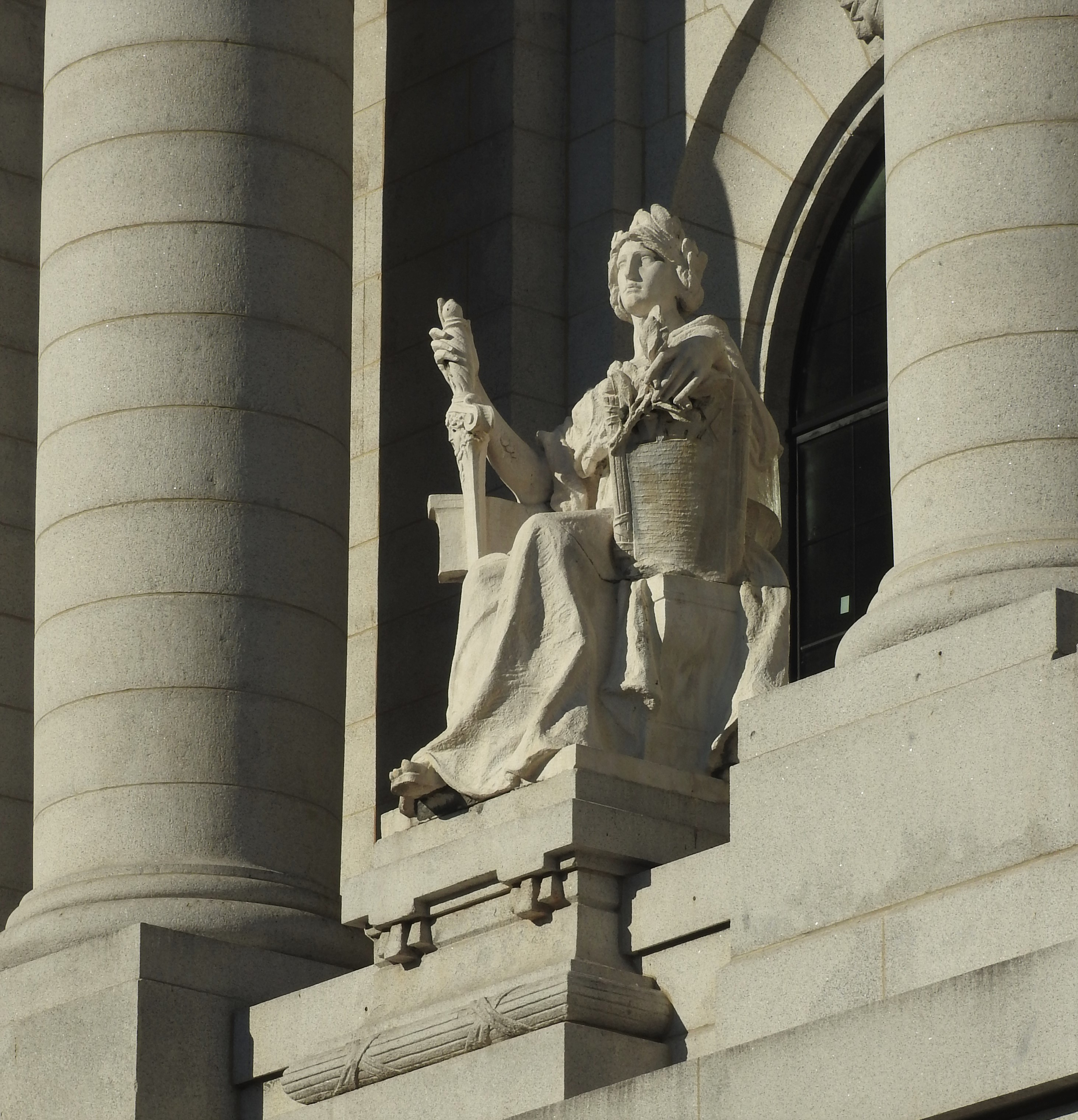
Lady Justice (1905-1914), New York, Bronx Borough Courthouse.

- Hygie, médaillon uniface en cuivre, Paris, musée d'Orsay[12].
- Berger et bergère s'embrassant sous un arbre, médaillon uniface en cuivre, Paris, musée d'Orsay[13].
- L'Aurore du XXe siècle, bas relief en plâtre primé à l'Exposition universelle de 1900 à Paris ; une édition en bronze argenté est conservée à New York au Metropolitan Museum of Art[14].
- L'Exposition universelle de 1900, plaquette en plâtre, Paris, musée d'Orsay[15].
- La France accueille et couronne le Génie des Deux Mondes, plaquette en plâtre, Paris, musée d'Orsay ; édition en bronze par la Monnaie de Paris (1901)[16].
- Danse bachique, vers 1904, médaillon concave uniface en bronze, Paris, musée d'Orsay[17].
- Chaire extérieure et Tympan, sculptures en pierre pour Heins & LaFarge (en), New York, Grace Church (Manhattan) (en).
- Lady Justice, 1905-1914, sculpture en pierre, New York, Bronx Borough Courthouse.
- Algernon Sydney Sullivan (en), 1907, médaille du souvenir.
- The Abraham Lincoln Centenary, 1909, plaquette commémorative, New York, Metropolitan Museum of Art[18].
- Mémorial du Circle of Friends of the Medallion (en), 1909, série de médaillons, New York, Metropolitan Museum of Art.
- Hudson-Fulton Celebration, 1909, série de médaillons, New York, Metropolitan Museum of Art[19].